# Nationalpark Polesie
Der Nationalpark Polesie (poln. Poleski Park Narodowy) ist ein Nationalpark in Polen, welcher in der Woiwodschaft Lublin, nah der ukrainischen Grenze liegt.

## Allgemein
Der Nationalpark befindet sich im westlichen Teil der historischen Landschaft Polesie (dt. Polesien), dessen gesamtes Gebiet sich auf die Region der Leczyca-Wlodawa-Seenplatte erstreckt. Diese Landschaft ist ein Ausläufer der Tundra oder Waldtundra, die sich bis hierher vorgeschoben hat. Eine Besonderheit des flachen Parkgebiets ist der Komplex niederer Karbonattorfmoore mit dem Bubnow-Sumpf, dem Staw-Sumpf und einem Teil des Orlowski-Torfmoores. So bestehen 47,8 km² der Nationalparkfläche aus Wasser und 20,9 km² aus Ödland. 2002 wurde der Nationalpark und die benachbarten Landschaftsschutzgebiete von der UNESCO zum Biosphärenreservat erklärt. Außerdem wurde der Nationalpark, wie auch das benachbarte ukrainische Schutzgebiet in die Ramsar-Konvention aufgenommen. Auf der östlichen Seite des Bugs, in der Ukraine liegt der Nationalpark Schazk, der schon zu den Pripjetsümpfen gezählt werden muss.

## Flora
Typische Pflanzengemeinschaften des Nationalparks sind niedere und hohe Torfmoore. Daneben gibt es auch Sumpfbirkenwälder und Kiefernwälder. Selbstverständlich sind hier auch Wasser- und Schilfgemeinschaften zahlreich vertreten. Sehr häufig sind im Nationalpark boreale Pflanzenarten wie die Niedrige Birke, die Lappland-Weide und Heidelbeer-Weide sowie der Sonnentau.

## Fauna
Der Nationalpark Polesie ist ein bedeutender Brut- und Nistort für zahlreiche seltene Vögel. Die geschützten, großflächigen Torfmoore spielen eine bedeutende Rolle während der Durchflugsperiode vieler Vögel, und sind vor allem im Frühling Rastplatz von etlichen Arten von Enten, Blässhühnern und Schwänen sowie von Kranichen und Watvögeln. Von den 146 hier brütenden Arten sind 17 stark bedroht. Die wertvollsten Arten sind die Steinadler, Seeadler und Schelladler sowie Schreiadler, Strandläufer und Waldwasserläufer. Zu den ornithologischen Seltenheiten gehören der Große Brachvogel und die Doppelschnepfe. Der am häufigsten vorkommende Greifvogel ist die in Polen immer seltenere Wiesenweihe. Außerdem leben im Nationalparkgebiet auch 21 Fischarten, darunter Karpfen, Schleien, Karauschen, Rotaugen, Hechte, Barsche, Aale und die sehr seltene und geschützte Sumpfelritze. Von den 6 Reptilienarten verdient die Sumpfschildkröte besondere Beachtung, die hier einen ihrer größten Standorte in Europa hat. Von den 35 Säugetierarten müssen folgende erwähnt werden: die Birkenmaus, die Rauhautfledermaus, das Hermelin, der Fischotter, der Elch, der Wolf und der vor kurzem wieder ausgewilderte Biber.